# Hook et Ladder Hokum
 (juin 2021).
Si vous disposez d'ouvrages ou d'articles de référence ou si vous connaissez des sites web de qualité traitant du thème abordé ici, merci de compléter l'article en donnant les références utiles à sa vérifiabilité et en les liant à la section « Notes et références ».
Hook et Ladder Hokum (Hook and Ladder Hokum) est un cartoon de Tom et Jerry de Van Beuren réalisé par Vernon Stallings et Frank Tashlin et sorti le 28 avril 1933. C'est le premier cartoon réalisé par Frank Tashlin. Le titre du dessin animé fait référence au genre musical Hokum, un type de chant particulier de la musique blues américain.

## Synopsis
Les garçons vivent et travaillent à la caserne de pompiers locale. Ils s'entendent très bien surtout lorsqu'il s’agit de jouer aux dames et de se moquer de la photo du chef des pompiers. Et quand ils ont de la chance, la plupart du temps, tout est calme. Un de ces soirs, ils sont prêts à s'endormir, mais soudain l'alarme incendie leur rappelle les tâches qu'ils ont été appelés à accomplir !
Mais tout ne se passe pas comme prévu, qu'il s'agisse d'enfiler leurs uniformes, de glisser le long du poteau ou d'utiliser un camion de pompiers à vapeur, aidé par un cheval handicapé. Lorsqu’ils parviennent enfin à atteindre la maison en feu, des gens effrayés appellent à l'aide, et Tom et Jerry les arrosent au tuyau. Le cheval essaie de tirer de l'eau d'un abreuvoir voisin mais cela ne marche pas et même le filet de sécurité ne fonctionne pas très bien. Tom et Jerry incitent le vieil homme a sauté pour sauver sa peau, ce qu'il fait après hésitation. Mais à la dernière seconde, Tom et Jerry passent à la fenêtre suivante où une femme blonde a également sauté, et alors que sa jupe s'envole, la jolie jeune fille tombe dans les bras de Jerry pendant que le vieil homme s'écrase par terre. Finalement, le cheval parvient éteindre le feu avec un tonneau d'huile mais cela fait aussi s’effondrer la maison tout entière, tuant toutes les personnes qui n'ont pas eu la chance de quitter le bâtiment à temps. 
Scandalisé par la destruction de sa demeure, le vieil homme poursuit les pompiers incompétents alors qu'ils s'enfuient avec la jeune fille. Le dessin animé se termine lorsque Tom et Jerry renversent la citerne sur le vieil homme pour le ralentir,,.